# Розовоспинный пеликан
Розовоспи́нный пелика́н (лат. Pelecanus rufescens) — водоплавающая птица семейства пеликановых.

## Описание
Розовоспинный пеликан внешне напоминает розового пеликана, но немного мельче, темнее и на его спине в брачный сезон появляется розовато-рыжий оттенок. Также отличается большим количеством завитков на голове и серым оперением, которое (за исключением птенцов) имеет розовый или красно-коричневый оттенок. Хвост и перья имеют цвет от грязно-серого до чёрно-коричневого, клюв и ноги ярко-оранжевые. Кроме того, у него между клювом и глазом имеется каплеобразное пятно. Это единственный вид пеликана, у которого узор на мешке расположен поперёк, а не вдоль. Птенцы и половозрелые птицы в зимнем наряде серо-коричневого цвета.
- Длина тела до 132 см[3].
- размах крыльев 240 см.
- вес самцов 4,5—7 кг, самок — 3,9—6 кг.
- длина крыла самцов 59,5—61,5 см, самок 54,5—58 см.
- длина цевки самцов 9—10 см, самок 7,5—10 см.
- длина хвоста самцов 16—18,5 см, самок 14—18 см.
- длина клюва самцов 33,5—37,5 см, самок 2333,5 см.
- средние размеры яйца 82,1×54,6 мм (n=159).
- вес яйца 90—144 г.[4]

## Местообитание
Гнездится на озёрах и болотах по всей Африке южнее Сахары, а также в Южной Аравии и на Мадагаскаре. Гнездовые колонии розовоспинных пеликанов размещаются на деревьях, чаще всего на баобабах. Почему-то они предпочитают строить свои гнёзда на деревьях вдали от воды, и птицам приходится приносить пищу птенцам издалека. Их гнёзда нередко располагаются вперемешку с гнёздами марабу или других цаплевых птиц. Основными врагами этих птиц являются крокодилы.

## Питание
Основой рациона розовоспинного пеликана является рыба. Нередко они устраивают коллективную охоту: нескольких десятков птиц, выстроившись в линию или полукруг, загоняют стаи рыб на мель. Кроме рыбы, в рациона входят амфибии и насекомые, в частности, саранча. За день пеликан африканский потребляет 1—2 килограмма пищи.

## Размножение
Розовоспинные пеликаны устраивают гнёзда на песчаных отмелях, невысоких скалах, небольших островках внутри водоёмов и на деревьях. При этом формируются крупные гнездовые колонии. Самка откладывает 2—3 яйца. Насиживание длится 30 суток.
Половой зрелости розовоспинные пеликаны достигают в 3—4 года.

## Галерея

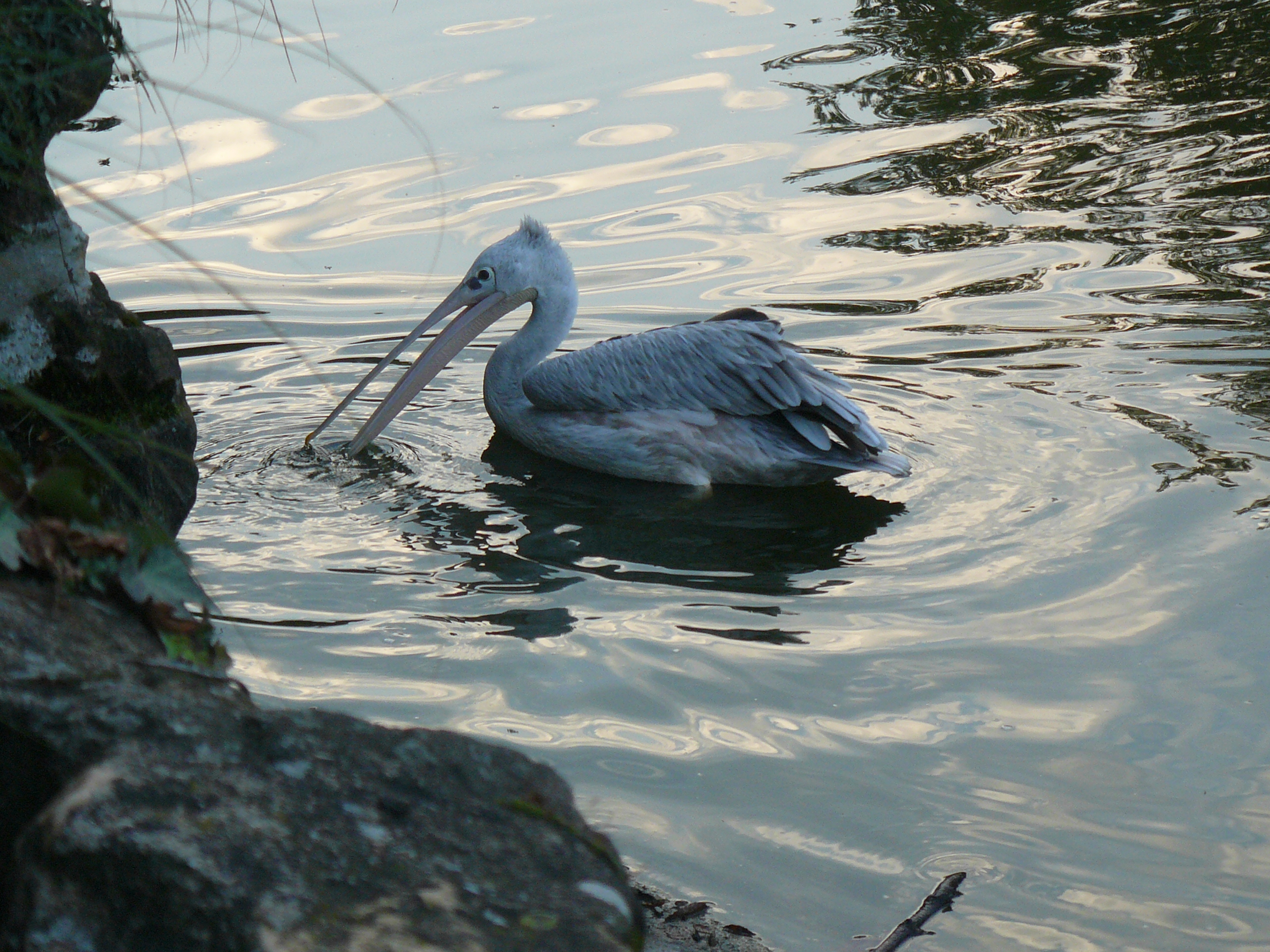
Розовоспинный пеликан ловит рыбу
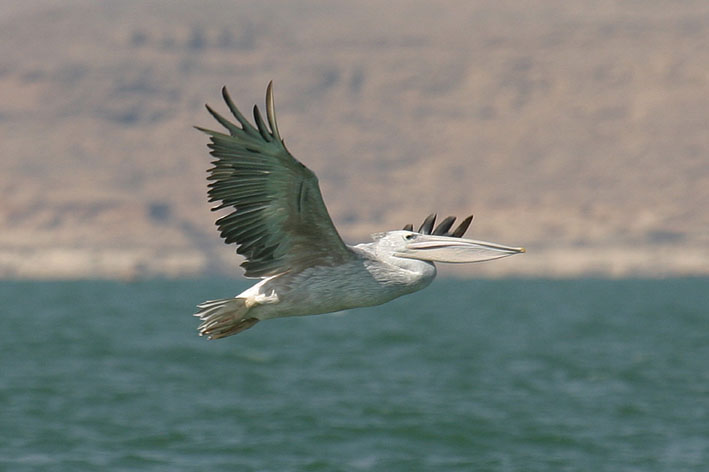
В полёте
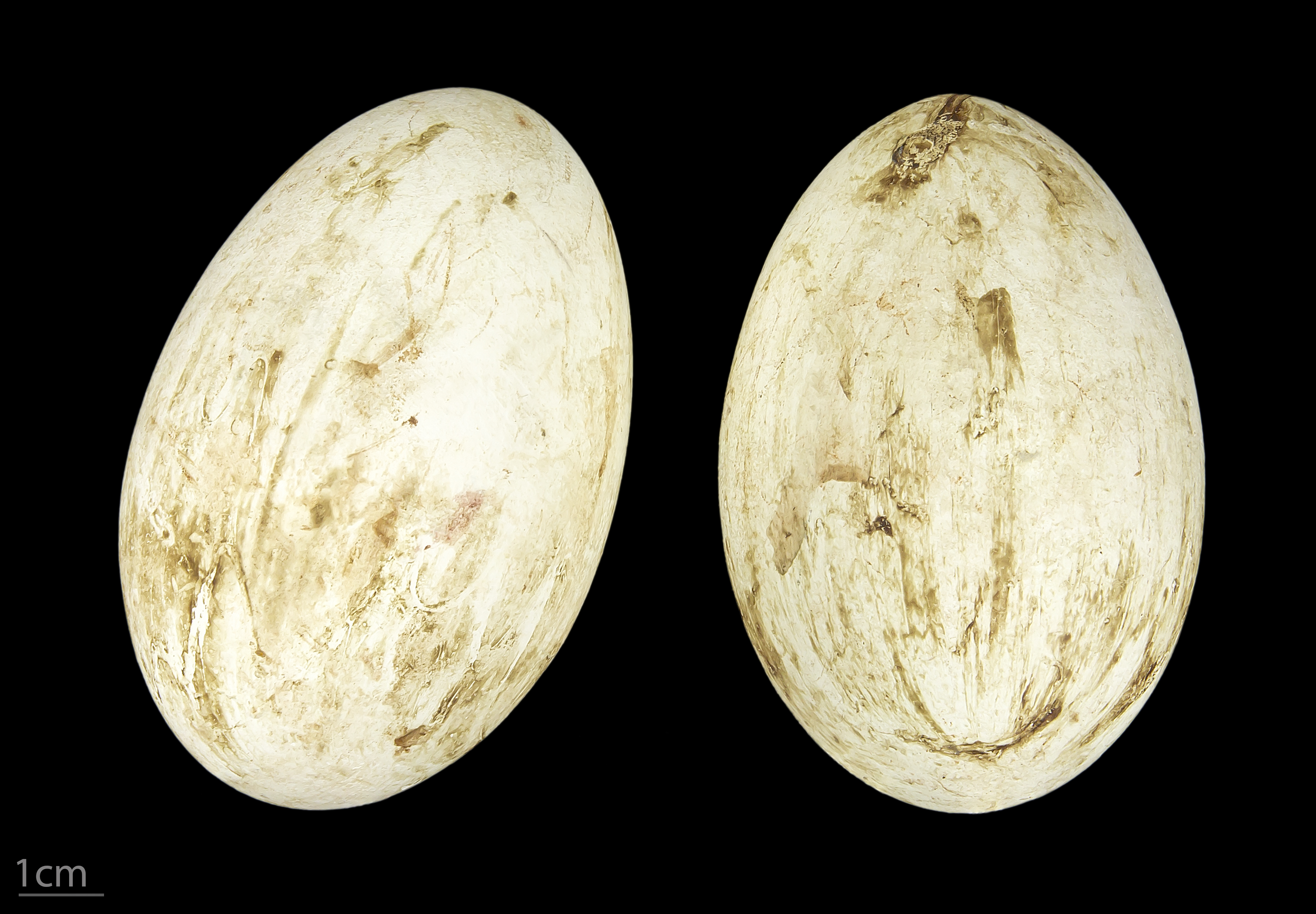
Яйцо в музее
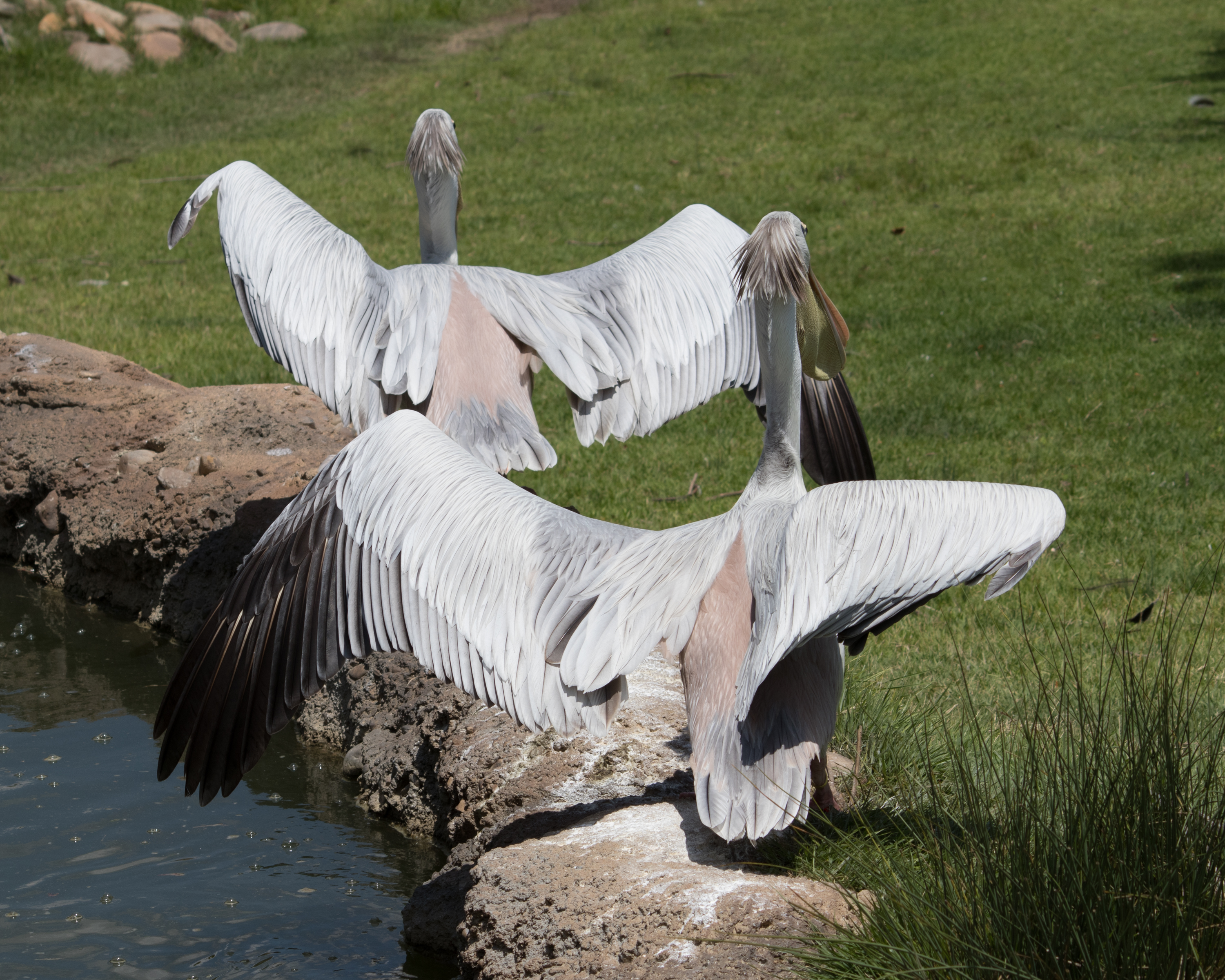
Пара пеликанов
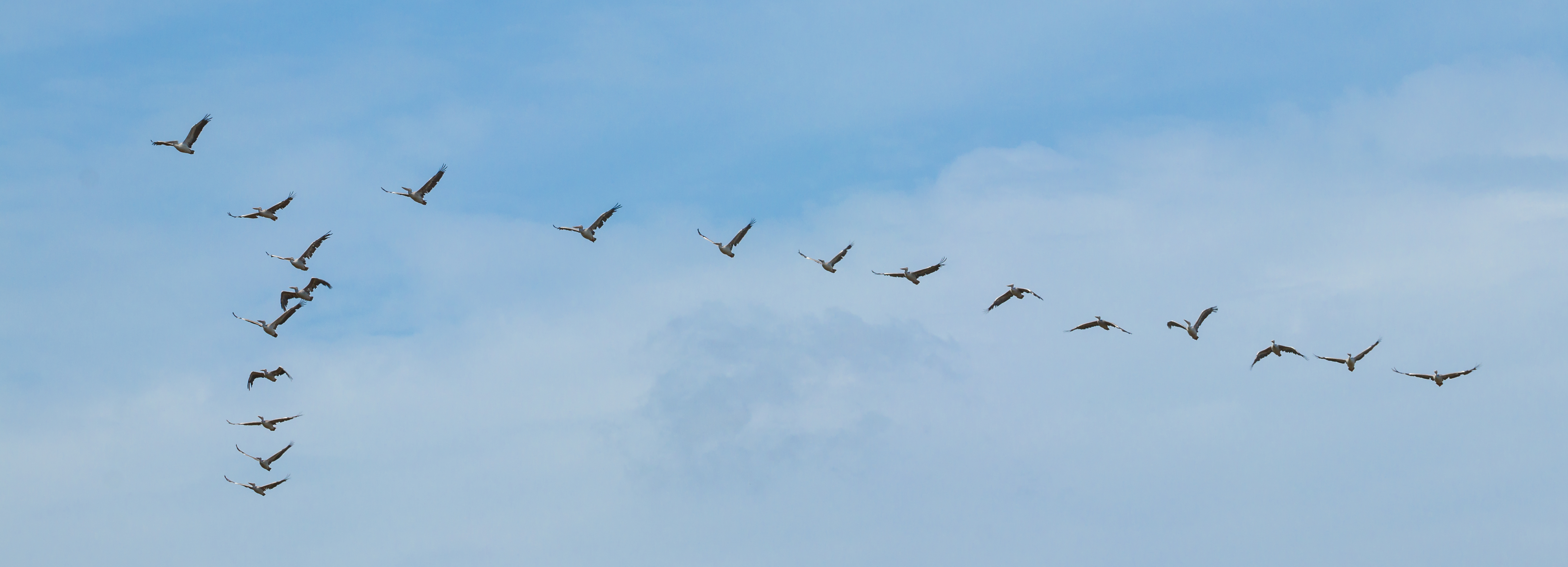
Стая в небе